# Яблоновка (Кировоградская область)
Яблоновка (укр. Яблунівка) — село в Новоукраинской городской общине Новоукраинского района Кировоградской области Украины.
Население по переписи 2001 года составляло 179 человек. Почтовый индекс — 27100. Телефонный код — 5251.